# RIEHATA
RIEHATA（リエハタ、1990年8月9日 - ）は、新潟県出身の日本の女性ダンサー、振付師である。

## 来歴
神奈川県内にある中学校を卒業後、単身アメリカ・ロサンゼルスへ渡りダンスを学ぶ。ロサンゼルスで人気のダンサーLyle Benigaが行うレッスンを撮影した動画がYouTubeにアップされ、その中でアメリカのストリートシーンで話題となっていたムーブ（一連の動き）であるドギーなどの最先端のダンスを取り入れて踊る姿が注目された。まだ"SWAG"という単語や最先端のムーブに馴染みがなかった日本で流行りを生む一人となる。
2009年からスタートしたアメーバブログでは、個性溢れるファッションスナップを始めとしたクールな私生活の写真を多くアップし日本のファンを虜にした。
2010年4月、アメリカの歌手レディー・ガガが日本公演のため来日。4月16日に音楽番組「MUSIC STATION」に出演した。その際のバックダンサーオーディションに合格。ガガのバックダンサーとしては初の日本人ダンサーであったことから注目され、国内外のダンススタジオより声が掛かり、インストラクターとして指導にあたる。
2012年1月2日、ダンサーのDeeと入籍。同年、第一子となる男児を出産。出産後暫くして仕事に復帰するが、AIのツアーダンサーとして出演中に前十字靭帯断裂をしたため休養する。休養中、第二子となる男児を出産。その後、手術・リハビリ・休養を行いダンサーとして復帰する。ダンスシューズメーカーJADEとのコラボシューズや、自動車メーカーフィアットのキャンペーン動画への出演もこなす。
2014年、AIのバックダンサーをDeeと務める。
2015年、Deeと共にInstagramを通じクリス・ブラウンと親交を深める。同年、クリスのライブツアーのフィリピン公演にサプライズゲストとして招待を受け、本人と共に4曲に渡り即興でダンスパフォーマンスを披露した。2016年、クリスから指名を受け「PARTY feat. Usher & Gucci Mane」のミュージック・ビデオに出演。振付を行ったダンスシーン以外にも、冒頭で日本語を話すキーパーソンとして登場している。
2017年には全てのロケーションを日本で行ったオマリオン "Word 4 Word"のミュージック・ビデオに出演。
2018年、Deeと離婚、シングルマザーとなる。
2019年、自身の個人事務所『RIEHATATOKYO Inc.』を設立。また芸能事務所のTWIN PLANETと業務提携している。
2021年、ダンスリーグのD.LEAGUEでオーナーチーム「avex ROYALBRATS」のディレクターを務め、優勝へ導いた。
2024年9月3日、自身がプロデュースを手掛けるダンスクルー・RHT.（アール・エイチ・ティ）の10周年を記念した初のワンマンライブ『REAL RHT.』にサプライズ出演。我が子のようにその成長を見守ってきたRHT.メンバーとともに、パフォーマンスを披露した。

## 人物
- 父親が日本人、母親がフィリピン人のハーフ。姉が1人いる[9]。
- 安室奈美恵やSPEEDに憧れ、小学5年生よりダンススタジオに通い始める[9]。
- ダンス、ファッション、ライフスタイルなどをメインコンテンツとし更新するInstagramのフォロワー数は、2024年5月時点で69.1万人。また、交友関係のある著名人のInstagramにも度々登場している[3]。
- 自他共に認めるカフェ好き。カフェラテを好み、2021年時点ではほうじ茶ラテをよく飲んでいる[1]。酒はあまり飲まない[要出典]。
- 洋服にこだわりが強く、家を出る前にTシャツなどをカットして自分流の形に変え出かける[要出典]。

## 主な出演作品(振付含む)

### ミュージック・ビデオ
- CL（2NE1）「나쁜 기집애（THE BADDEST FEMALE）」（2013年）
- DJ LEAD「Show it off feat. Jim Jones & AI」（2013年）
- AI
  - 「GET YOUR HANDS UP (YA-MAN EDIT) 」（2013年）
  - 「Right Now ft.Chris Brown」（2017年）
- 倖田來未「Like it」2015年）
- Fat Joe、Remy Ma「All The Way Up ft. French Montana, Infared （2016年）
- Chris Brown「Party ft. Gucci Mane, Usher 」（2017年）
- Omarion「W4W "Word 4 Word"」（2017年）
- TWICE「SIGNAL」（2017年）
- Zico（Block B）「Artist」（2017年）
- PKCZ「X-RAY feat. 三代目 J Soul Brothers from EXILE TRIBE」（2017年）
- 青山テルマ「一生仲間」（2017年）
- BTS
  - 「MIC Drop」（2017年）
  - 「Anpanman」（2018年）
  - 「Airplane pt.2」（2018年）
  - 「IDOL」（2018年）
  - 「BoyWithLuv」（2019年）
- BOA「네가 돌아(NEGA DOLA)」（2018年）
- VIXX「향(Scentist)」（2018年）
- NCT
  - NCT U「BOSS」（2018年）
  - NCT DREAM「We Go Up」（2018年）
  - NCT 127「Regular」（2018年）
  - NCT 127「Punch」（2020年）
  - NCT DREAM「Hot Sauce」（2021年）
  - WayV 威神V「无翼而飞（TakeOff）」（2019年）
- EXO「TEMPO」（2018年）
- Red Velvet
  - 「Bad Boy」（2018年）
  - Red Velvet - IRENE & SEULGI「Monster」（2020年）
- EXILE「Heads or Tails」（2018年）
- ATEEZ「해적왕（Pirate King）」（2018年）
- GENERATIONS from EXILE TRIBE
  - 「G-ENERGY」（2018年）
  - 「DREAMERS」（2019年）
- HyunA「I'm not cool」（2021年）
- ATEEZ「멋（the real）」（2021年）
- Nissy「Do Do」（2021年）
- King & Prince
  - 「ichiban」（2022年）
  - 「ツキヨミ」（2022年）
- NCT127「Ay-Yo」（2023年）
- JO1「Trigger」（2023年）

### テレビ番組
- ナイトヒーロー NAOTO 第2話（2016年4月23日、テレビ東京） - エンディング企画
- HIT THE STAGE（2016年9月14日、Mnet）
- ユ・ヒヨルのスケッチブック（유희열의 스케치북）（KBS）
- BTS "MIC Drop" - パフォーマンス
- 情熱大陸（2021年7月4日、TBSテレビ）
- 2022 FNS歌謡祭 夏（2022年7月13日、フジテレビ） - Tani Yuukiとのコラボ
- スッキリ（日本テレビ）
  - 2022年7月21日[10]
  - 2022年10月6日 - 27日 ※「SHOWCASE」2022年10月マンスリーMC
- セブンルール（2023年2月28日、フジテレビ）

### テレビアニメ
- ワンダンス（2025年） - ダンスプロデューサー

### CM
- サッポロビール「サッポロ生ビール黒ラベル」（2024年5月4日[11] - ） ※広告展開見送り[12][13]

### 書籍
- 『逆境モチベQUEEN ダンスで世界を変えた人生サバイブ術』（2021年4月1日、KADOKAWA）ISBN 978-4048969604[3]

### その他
- AI TOUR "MORIAGARO TOUR 2013" - 振付、ダンサー
- シューズブランドJADE - コラボレーションシューズ企画、モデル
- FIATFIAT 500X : 10X PEOPLE（キャンペーン企画）
- Chris Brown LIVETOUR in Manila  - 出演
- AI TOUR "THE BEST TOUR 2016" - 振付、演出
- 三越"MITSUKOSHI X QUEEN OF SWAG" - 出演